# Neuzenlache von Viernheim
Das Neuzenlache von Viernheim ist ein Naturschutzgebiet in der Stadt Viernheim im hessischen Landkreis Bergstraße.

## Lage
Das Naturschutzgebiet Neuzenlache von Viernheim befindet sich in der Oberrheinischen Tiefebene, südlich von Viernheim und der A 659 bei der Viernheimer Außensiedlung Neuzenlache. Das Gebiet grenzt im Süden an die baden-württembergische Landesgrenze, wo sich der Heddesheimer Golfplatz „Gut Neuzenhof“ anschließt. Der Bannholzgraben durchfließt die Neuzenlache.
Das Schutzgebiet liegt im Geo-Naturpark Bergstraße-Odenwald.

## Naturschutzgebiet
Die Neuzenlache von Viernheim mit einer Größe von etwa 9,13 Hektar wurde 1990 unter Schutz gestellt. Das Gebiet ist Teil eines Altneckararms und war bis Ende des 20. Jahrhunderts ein Feuchtgebiet mit seltenen Tieren und Pflanzen. Durch Grundwasserabsenkung ist es stark verlandet und hat an Wert verloren, ist aber immer noch ein wertvoller Biotopkomplex mit Wasserflächen, Röhricht, Hecken und Gebüschstrukturen.
Am östlichen Rand des Schutzgebiets befinden sich zwei Sumpfzypressen, die wie der Weinheimer Exotenwald auf dessen Begründer, den Freiherr von Berckheim, zurückgehen.

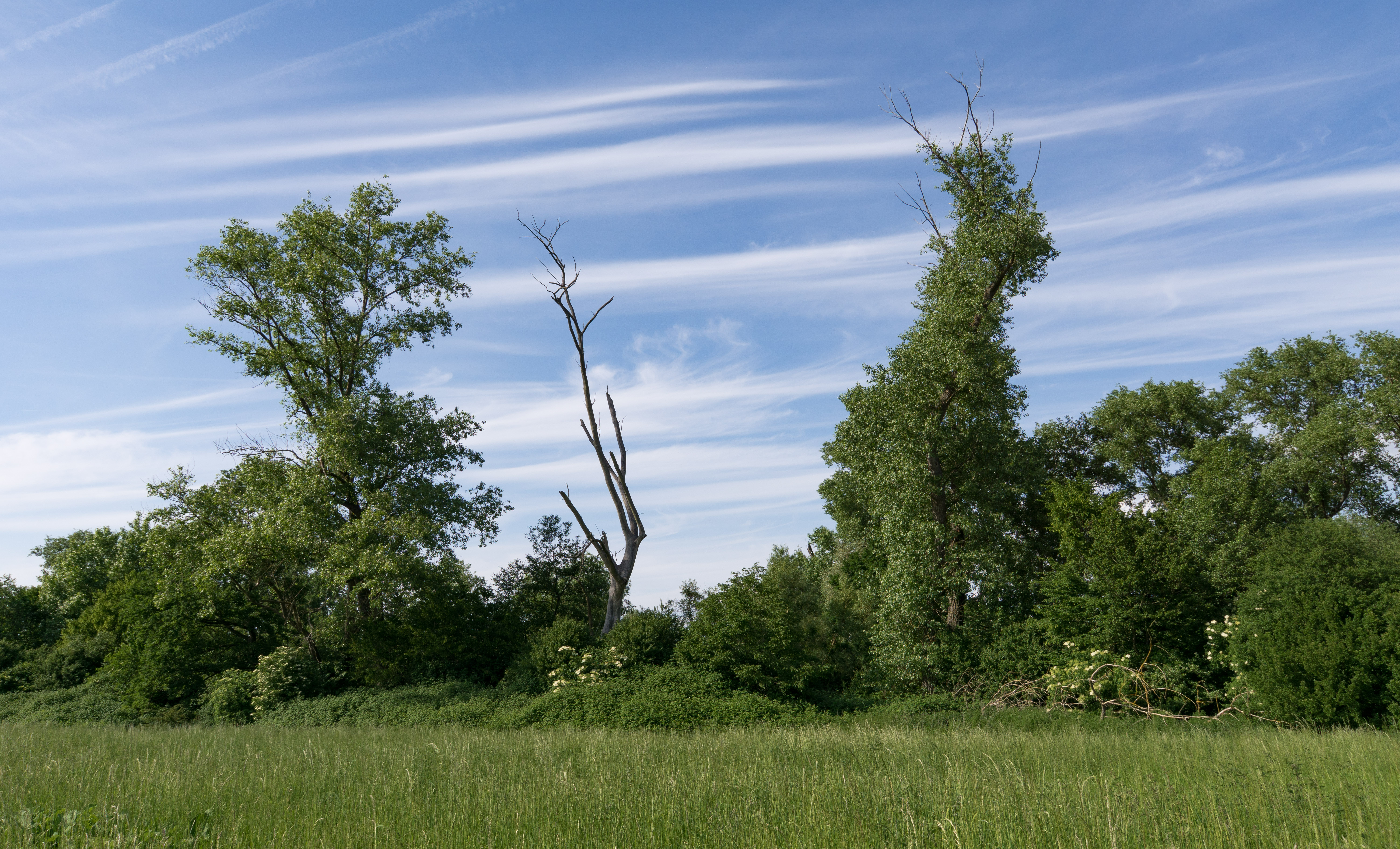
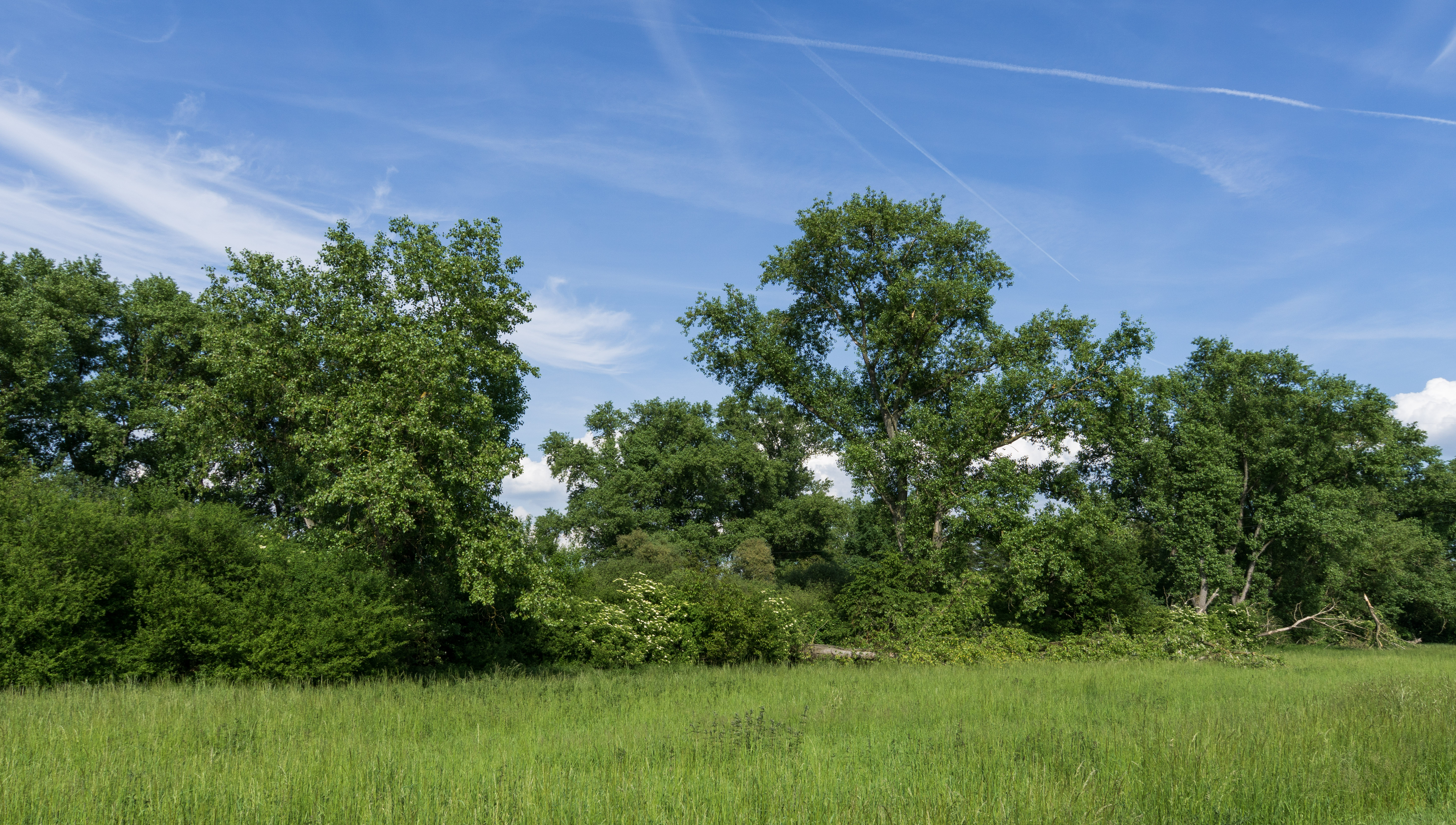